# Hartmut Faust
Hartmut Faust (Wuppertal, RFA, 16 de mayo de 1965) es un deportista alemán que compitió para la RFA en piragüismo en la modalidad de aguas tranquilas.  Ganó una medalla de bronce en el Campeonato Mundial de Piragüismo de 1986 en la prueba de C2 1000 m.

## Palmarés internacional
| Campeonato Mundial | Campeonato Mundial | Campeonato Mundial | Campeonato Mundial |
| Año                | Lugar              | Medalla            | Competición        |
| ------------------ | ------------------ | ------------------ | ------------------ |
| 1986               | Montreal (Canadá)  | Medalla de bronce  | C2 1000 m          |